# Відкритий чемпіонат Японії з тенісу AIG 2004
Відкритий чемпіонат Японії з тенісу AIG 2004 - чоловічий і жіночий тенісний турнір, що проходив на відкритих кортах з твердим покриттям Ariake Coliseum в Токіо (Японія). Чоловічий турнір належав до серії International Gold в рамках Туру ATP 2004, а жіночий - серії Tier III в рамках Туру WTA 2004. Відбувсь утридятьперше і тривав з 4 до 10 жовтня 2004 року. Їржі Новак  і Марія Шарапова здобули титул в одиночному розряді.

## Фінальна частина

### Одиночний розряд, чоловіки
Їржі Новак —  Тейлор Дент 5–7, 6–1, 6–3
- Для Новака це був 1-й титул в одиночному розряді за сезон і 6-й - за кар'єру.

### Одиночний розряд, жінки
Марія Шарапова —  Машона Вашінгтон 6–0, 6–1
- Для Шарапової це був 4-й титул в одиночному розряді за сезон і 6-й — за кар'єру.

### Парний розряд, чоловіки
Джаред Палмер /  Павел Візнер —  Їржі Новак /  Петр Пала 5–1 ret.
- Для Палмера це був 3-й титул у парному розряді за сезон і 28-й (останній) - за кар'єру. Для Візнера це був 3-й титул у парному розряді за сезон і 8-й - за кар'єру.

### Парний розряд, жінки
Асагое Сінобу /  Катарина Среботнік —  Дженніфер Гопкінс /  Машона Вашінгтон 6–1, 6–4
- Для Асагое це був 3-й титул у парному розряді за сезон і 5-й — за кар'єру. Для Среботнік це був перший титул в парному розряді за сезон і 7-й — за кар'єру.